# Бичуцкий, Михаил Маркович
Михаил Маркович (Марксович) Бичуцкий (род. 1950) — советский футболист, нападающий, футбольный тренер.

## Биография
На взрослом уровне дебютировал в 1968 году в составе фрунзенской «Алги», игравшей во второй группе класса «А». За следующие пять сезонов сыграл 130 матчей во втором эшелоне советского футбола, забив 14 голов. Участник матчей 1/16 Кубка СССР 1972 года против ленинградского «Зенита». Последние игры на уровне команд мастеров провёл в 1972 году в 22-летнем возрасте, на следующий год был в заявке клуба, но на поле не выходил.
Позднее перешёл на тренерскую работу. В 1980—1981 годах входил в тренерский штаб «Алги». В 1984 году возглавлял ошский «Алай», выступавший во второй лиге. В 1985—1988 годах работал главным тренером «Алги». Всего под его руководством киргизские команды сыграли более 170 матчей во второй лиге.
Дальнейшая судьба неизвестна.